# Eptachóri
Eptachóri (Eptachori) är en ort i Grekland.   Den ligger i prefekturen Nomós Kastoriás och regionen Västra Makedonien, i den nordvästra delen av landet, 300 km nordväst om huvudstaden Aten. Eptachóri ligger 855 meter över havet och antalet invånare är 295.
Terrängen runt Eptachóri är huvudsakligen kuperad, men åt nordväst är den bergig. Eptachóri ligger nere i en dal.  Trakten runt Eptachóri är nära nog obefolkad, med mindre än två invånare per kvadratkilometer. Närmaste större samhälle är Samarína, 13,1 km söder om Eptachóri. I omgivningarna runt Eptachóri växer i huvudsak blandskog.